# Das Ende des Schweigens – 50 Jahre Frankfurter Auschwitz-Prozess
Das Ende des Schweigens – 50 Jahre Frankfurter Auschwitz-Prozess sind Titel und Untertitel einer zweiteiligen Fernsehdokumentation und eines Webspecials über den ersten Auschwitz-Prozess in Frankfurt am Main von 1963 bis 1965. Diese Fernsehdokumentation wurde im Wesentlichen zusammengestellt von Rolf Bickel und Dietrich Wagner. Die zweite filmische Dokumentation von ihnen stammt aus dem Jahr 2013 mit Material von 1993. Bickel und Wagner hatten die 1992 aufgespürten und über 500 Stunden umfassenden Tonband-Protokolle des Prozesses ausgewertet und mit Original-Bildmaterial vom Prozess verarbeitet. Die Tonbandaufnahmen waren, einmalig in der deutschen Justizgeschichte, wegen der vielen Zeugen und der absehbaren Verfahrenslänge eigens vom Bundesgerichtshof genehmigt worden. Sie waren nach dem abgeschlossenen Verfahren nicht vernichtet worden. Daraus entstand die dreiteilige, fast dreistündige Filmdokumentation von 1993, deren Material 2013 Grundlage einer Kurzfassung derselben Regisseure ist.
Der Sender Hessischer Rundfunk hat 2005 dazu / daraus ein gleichnamiges Webspecial-Video mit Bild, Ton und Film publiziert. Das Webspecial ist nicht interaktiv, sondern eine durchgehende Videobildmontage.
Die Filme erschienen als selbständige Produktionen früher bzw. später bereits unter folgendem Namen
- Strafsache 4 Ks 2/63, dreiteilige Filmdokumentation in Regie von Rolf Bickel, Dietrich Wagner, 1993, inges. 172 Min
- Auschwitz vor Gericht, 2013, als Kurzfassung der Filmdokumentation von 1993, 45 Min (wurde in der ARD verschiedentlich ausgestrahlt)

Beide Filme sind im Handel nun unter dem Titel Auschwitz vor Gericht – Strafsache 4 Ks 2/63 als DVD mit Zusatzmaterial erhältlich.

## Inhalt
Beide Filme und die Videosequenzen der Website zeigen, wie auf den Wunsch des hessischen Generalstaatsanwalts Fritz Bauer ein Gesamtverfahren zum Lagerkomplex des KZ Auschwitz zustande kommt. Der Film folgt dem langen Verfahrensablauf und enthält als Einschübe zum Verständnis der Verfahrensgegenstände insbesondere bei der Beweisaufnahme die unten aufgeführten historischen Rückblicke.

### Strafsache 4 Ks 2/63, Teil 1
Die Ermittlungen (1993, 57 Min.)
Die Angeklagten (s. u.);
Fritz Bauer;
Der Fall Eichmann/Prozess in Jerusalem;
Die Verhaftungen;
Mentalität der Härte;
ausgewählte Tonbandprotokolle der Zeugen;
Zeugenaussage des ehemaligen SS-Richters Konrad Morgen;

### Teil 2: Der Prozess
(1993, 57 Min.)
Die täglichen Torturen und Foltermethoden im KZ Auschwitz;
Soziale Ränge einzelner Personengruppen;
Traumatisierte Zeugen;
Der Auschwitzer Krankenblock;
Rudolf Höß und die Freikorps (insbesondere zum Angekl. Robert Mulka);
Staatlicher Raubmord (durch die SS-Wirtschaftsbetriebe, IG-Farben etc.);
Das Leugnen jeglicher Verantwortung durch die Angeklagten bis zu ihrem Schlusswort;

### Teil 3: Urteil und Strafmaße
(1993, 58 Min.)
Vorspann – Heinrich Himmlers Rede;
Der Selektionsprozess;
Das Sonderkommando;
Die Leichenverbrennungen;
Die Stellungnahmen der Angeklagten;
Der Beginn der quasi industriellen Judenvernichtung;
Das Urteil und die Verbüßung der Strafen

### Auschwitz vor Gericht
(Film von 2013, Kurzfassung aus den vorhergehenden drei Teilen, 45 Min.)
Vorspann, die Angeklagten werden vorgeführt, Inform. über die Ermittlungen; Dr. Berners Aussage; Ortstermin des Gerichts in der Auschwitz-Gedenkstätte; Interviewausschnitt F. Bauer; Staatlicher Raubzug (SS-Wirtschaftsbetriebe, IG-Farben etc.); Urteile

## Personen

### Beteiligte im Verfahren
SchwurgerichtHans Hofmeyer (Vors.), Josef Perseke, Walter Hotz, Werner Hummerich, Günther Seiboldt
StaatsanwaltschaftHanns Großmann, Georg Friedrich Vogel, Joachim Kügler, Gerhard Wiese
NebenklagevertretungHenry Ormond, Christian Raabe, Friedrich Karl Kaul
AngeklagteWilhelm Boger, Robert Mulka, Josef Klehr, Oswald Kaduk, Victor Capesius, Stefan Baretzki, Emil Bednarek, Heinrich Bischoff, Arthur Breitwieser, Pery Broad, Klaus Dylewski, Willy Frank, Emil Hantl, Karl Höcker, Franz Hofmann, Franz Lucas, Gerhard Neubert, Willi Schatz, Herbert Scherpe, Bruno Schlage, Johann Schoberth, Hans Stark
VerteidigungRudolf Aschenauer, Rainer Eggert, Benno Erhard, Hans Fertig, Gerhardt Göllner, Ivens Hans-Peter, Engelbert P. Joschko, Friedrich Jugl, Hans Herbert Knögel, Hans Laternser, Herbert Ernst Müller, Herbert W. Naumann, Anton Reiners, Hans J. Schallock, Karlheinz Staiger, Fritz Steinacker, Hermann Stolting II, Albert Wilms, Wolfgang Zarnack
Zeuginnen , -en

### Filmstab
- Buch: Alker Armin, Katja Brinkmann
- Kamera: Alker Armin, Katja Brinkmann, Hartmut Fischer, Günther Milius, Jody Routh, Colin Rosin
- Schnitt: Beate Gottschall, Krzysztof Swietlik, Siegried Rienäcker
- Ton: Wolfgang Horch, Dieter Fuhr, Wolfgang Moritz, Lothar Schöne, Zvika Shefy